# Alžírská vlajka

Alžírská vlajka
Poměr stran: 2:3

Alžírská námořní válečná vlajka
Poměr stran: 2:3

Vlajka Alžírska je tvořena dvěma svislými pruhy – zeleným a bílým – s červeným půlměsícem a pěticípou hvězdou uprostřed vlajky. Podoba vlajky byla přijata 3. července 1962. Její podoba vychází z dřívější podoby vlajky užívané Národní osvobozeneckou frontou od roku 1920.
Bílá barva značí čistotu, zelená je symbolem Islámu. Půlměsíc je rovněž islámský symbol a pochází z turecké vlajky.
Alžírská námořní válečná vlajka je stejná jako národní vlajka, má však navíc v horním rohu dvě zkřížené kotvy.

## Galerie

Rozměry alžírské vlajky
Vlajka alžírského prezidenta Poměr stran: 2:3
Vlajka alžírského prezidenta (nejasný zdroj) Poměr stran: 2:3
Alžírská lodní vlajka (Naval Jack) Poměr stran: 3:5
Alžírská vlajka (1958–1962) Poměr stran: 2:3